# Wolfgang von Haffner

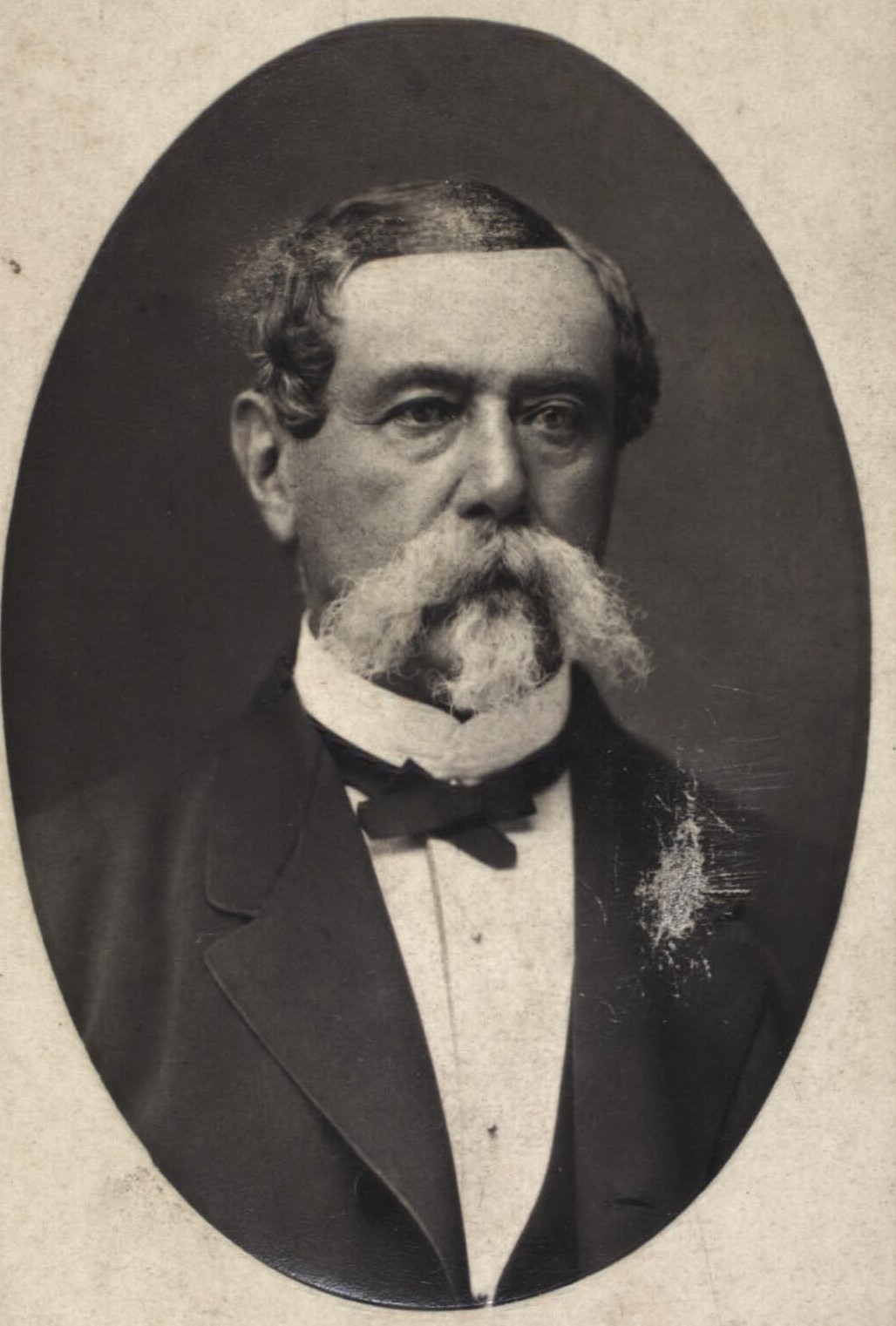
Wolfgang von Haffner

Wolfgang von Haffner (* 10. September 1810 in Valby; † 28. April 1887 in Kopenhagen) war ein dänischer General und Politiker. In dieser Funktion war er Kriegs-, Marine-, und Innenminister als auch Abgeordneter des Landstings für die Højre.

## Leben
Wolfgang von Haffners Vater war der spätere Generalleutnant Johan Wolfgang Reinhold von Haffner (1770–1829), seine Mutter dessen Gattin Anna Margrethe, geb. Kaasbøll (1789–1849). Mit fünfzehn Jahren wurde er Sekondeleutnant à la suite im Leibregiment der Kürassiere. 1847 wurde er Kammerjunker. Am Ersten Schleswigschen Krieg nahm er freiwillig teil. 1871 wurde er General à la suite.
Von 1866 war er bis zu seinem Tode Abgeordneter des Landstings. Vom 22. September 1869 bis zum 28. Mai 1870 war er Innenminister des dänischen Königreiches im Kabinett Frijs und anschließend bis zum 23. Dezember 1872 Kriegs- und Marineminister im Kabinett Holstein-Holsteinborg. Er legte seine Ämter aufgrund einer Uneinigkeit mit Finanzminister Andreas Frederik Krieger nieder. Diese beiden Posten hatte er abermals vom 11. Juni 1875 bis zum 28. Juli 1877 im Kabinett Estrup inne.

## Auszeichnungen
1854 wurde Haffner zum Ritter des Dannebrogordens, 1867 zum Dannebrogmann ernannt. 1870 wurde er Komtur zweiter und erster Klasse, 1875 Großkreuz.